# Someone Great
Someone Great (bra: Alguém Especial) é um filme americano de comédia romântica de 2019 dirigido por Jennifer Kaytin Robinson. O filme foi lançado em de 19 abril de 2019 pela Netflix.

## Elenco
- Gina Rodriguez como Jenny Young
- Brittany Snow como Blair Helms
- DeWanda Wise como Erin Kennedy
- Lakeith Stanfield como Nate Davis
- Peter Vack como Matt Lasher
- Rebecca Naomi Jones como Leah
- Alex Moffat como Will
- RuPaul Charles como Hype
- Rosario Dawson como Hannah Davis
- Michelle Buteau como Cynthia
- Jaboukie Young-White como Mikey
- Ben Sidell como Gus
- Joe Locicero como Paul
- Questlove como ele mesmo
- Jessie Reyez como ela mesma

## Produção
Em fevereiro de 2018, Gina Rodriguez assinou contrato para estrelar e produzir um filme para atuar como a estreia na direção de Jennifer Kaytin Robinson a partir de um roteiro que ela escreveu.  A história foi descrita como sendo sobre perda, crescimento e, acima de tudo, o eterno vínculo de amizades femininas.  Em março de 2018, Brittany Snow e DeWanda Wise foram escaladas para interpretar as melhores amigas da personagem de Rodriguez, enquanto Lakeith Stanfield também se juntou ao elenco para retratar o ex-namorado do personagem de Rodriguez. Em abril de 2018, Rosario Dawson se juntou ao elenco do filme.
As filmagens do filme começaram em 2 de abril de 2018.